# José Luis Martínez-Almeida
José Luis Martínez-Almeida Navasqüés, né le 17 avril 1975 à Madrid, est un homme politique espagnol membre du Parti populaire (PP). Il est maire de Madrid depuis 2019.
Après avoir mené une carrière d'avocat de l'État et de haut fonctionnaire du gouvernement de la communauté de Madrid, il est élu en 2015 conseiller municipal de Madrid. À partir de 2017, il est porte-parole du groupe du PP au conseil municipal, dans l'opposition à Manuela Carmena.
Aux élections municipales de 2019, il conduit la liste du PP, qui se trouve devancée par celle de Más Madrid. Formant une coalition avec Ciudadanos avec le soutien de Vox, il devient le premier édile de la capitale espagnole. Il remporte la majorité absolue aux élections de 2023 et entame donc son deuxième mandat.

## Formation et vie professionnelle
Né à Madrid le 17 avril 1975, José Luis Martínez-Almeida Navasqüés est diplômé en droit de l'université pontificale de Comillas. En 2001, il accède par concours au corps supérieur des avocats de l'État,. Il exerce successivement à Gérone (2001-2002), Tolède (2002-2003) et enfin à Madrid, au Tribunal supérieur de justice de la communauté (2003-2007),.
Il est directeur général du Patrimoine historique de la communauté de Madrid entre 2007 et 2011, année où il devient secrétaire du Gouvernement autonomique, sous le troisième mandat d'Esperanza Aguirre.
En 2013, il quitte ce poste à sa demande et intègre le secrétariat général et le conseil de la holding publique Société d'État des participations industrielles (SEPI) comme secrétaire de la division juridique jusqu'en 2015.

## Vie politique

### Conseiller municipal à Madrid
Lors des élections municipales du 24 mai 2015, il est troisième sur la liste du Parti populaire (PP) dirigée par Esperanza Aguirre. 
En 2017, il est choisi pour prendre la succession d'Aguirre en tant que porte-parole du groupe municipal populaire à la mairie de Madrid.
En juillet 2018 il accède au comité exécutif national du PP, renouvelé après l'arrivée à la présidence du parti de Pablo Casado, en tant que secrétaire à la Participation.

### Maire de Madrid
En janvier 2019, il est sélectionné par Pablo Casado comme candidat du PP à la mairie de Madrid.
Bien que sa liste termine deuxième du scrutin, derrière celle de Manuela Carmena, un accord passé avec Ciudadanos et Vox lui permet d'être investi maire de la capitale espagnole le 15 juin, par 30 voix favorables, contre 19 à Carmena et 8 au candidat socialiste Pepu Hernández. Il forme ensuite une équipe de gouvernement en coalition avec Ciudadanos, dont la cheffe de file Begoña Villacís occupe le poste de vice-maire. Le PP exerce les délégations des Finances, de la Santé et de la Sécurité, de la Culture et du Tourisme, de l'Environnement et des Mobilités, et des Travaux et des Équipements.
L'une des premières mesures qu'il adopte est de suspendre la délivrance des amendes dans le cadre de Madrid Central, la zone à trafic limité mise en place en novembre 2018 par sa prédécesseure, à compter du 1er juillet. Cette décision est contestée par une partie de la population qui manifeste, alors que des embouteillages et un fort taux de pollution sont constatés dès les premiers jours.
Candidat à un second mandat lors des élections du 28 mai 2023, il obtient cette fois-ci la majorité absolue avec 29 sièges sur 57.

### Vie privée
José Luis Martínez-Almeida épouse Teresa Urquijo, cousine du roi Felipe VI, le 6 avril 2024.